# 阿夏诺
阿夏诺（義大利語：Asciano），是意大利锡耶纳省的一个市镇。总面积215.6平方公里，人口7249人，人口密度33.6人/平方公里（2009年）。ISTAT代码为052002。
阿夏诺起源于伊特鲁里亚人，罗马人和伦巴底人定居点。1898年，附近有一个公元前5世纪的伊特鲁里亚墓地被挖掘出来，该镇内发现了罗马浴场遗址，上面铺着精美的马赛克。在中世纪时期，它的位置使它成为锡耶纳和佛罗伦萨之间的较量地点：蒙塔佩蒂战役于1260年9月4日在附近进行。该村于1285年被锡耶纳收购，并于1351年被围墙包围，并有一些十四世纪的教堂。